# Cult (Fernsehserie)
Cult ist eine US-amerikanische Mysteryserie des Fernsehsenders The CW und umfasst eine Staffel mit 13 Episoden. Die Hauptrollen spielen Matthew Davis und Jessica Lucas. Die Serie dreht sich um eine Produktionsassistentin und einen Blogger, die gemeinsam mysteriösen Verbrechen auf der Spur sind. Die Erstausstrahlung erfolgte am 19. Februar 2013 im Anschluss an Hart of Dixie.

## Handlung
Die Serie spielt auf zwei Ebenen. Die eine erzählt die mysteriösen Verbrechen, die Skye und Jeff untersuchen, und die andere erzählt die Handlung der fiktiven Serie Cult in der Serie.
Der nervöse Ex-Junkie Nate glaubt, dass die fanatische Anhängerschaft der Fernsehserie Cult die Morde der Serie in der Realität nachstellen. Als Nate plötzlich unter mysteriösen Umstände spurlos verschwindet, macht sich sein Bruder Jeff Dean Sefton auf die Suche nach ihm, da er sich schuldig fühlt, dass er Nate nicht geglaubt hat. Bei seinen Recherchen trifft er auf die attraktive, neugierige Produktionsassistentin der Serie Skye Yarrow. Skye gelingt es innerhalb von wenigen Sekunden, den Inhalt von Nates Handy wiederherzustellen. Dadurch erfahren sie, dass Nate mit seiner Vermutung richtig lag und eine fanatische Fanbase die Morde des Serienbösewichts Billy Grimm nachstellen. Doch auch Jeff wird in die Schusslinie der Anhängerschaft geraten, nachdem er eine CD von Nate findet, die brisante Informationen beinhaltet. Jeff und Skyle erkennen, dass sie niemanden trauen könne, da selbst die ermittelnde Polizistin Sakelik Anhängerin der Sekte ist.
In der fiktiven Serie Cult geht es um den Sektenanführer Billy Grimm, der seine ehemalige Geliebte und Anhängerin Kelly Collins zurückerobern will. Doch Kelly ist der Sekte entkommen und arbeitet nun als Polizistin. Bei ihren Ermittlungen wird sie wieder in die Aktivitäten der Gruppe verwickelt. Die Schauspieler Roger Reeves, der Billy Grimm spielt, und Marti Gerritsen, die die Kelly Collins spielt, müssen mit der Beliebtheit der Serie zurechtkommen und die Auswirkungen auf ihr echtes Leben spüren.

## Produktion
Cult wurde ursprünglich bereits 2006 für den Fernsehsender The WB entwickelt. Nachdem jedoch The WB zusammen mit UPN zu The CW fusionierte, fiel das Projekt mit Matthew Bomer als Hauptdarsteller bei The CW durch. Sechs Jahre später bestellte der Sender schließlich eine überarbeitete Version der Pilotepisode. Als Ausführender Produzent fungiert Rockne S. O’Bannon neben Josh Schwartz, Stephanie Savage und Len Goldstein. Produziert wird die Serie unter anderem von Warner Bros. Television. Die Hauptrolle der Skye Yarrow ging im Februar 2012 an Jessica Lucas. Weitere zentrale Hauptrolle gingen an Alona Tal und Robert Knepper. Die männliche Hauptrolle wurde am 13. März 2012 mit Matthew Davis besetzt.
Im Mai 2012 bestellte The CW die Serie für die Fernsehseason 2012–2013. Nachdem die Serie nach zwei ausgestrahlten Episoden auf den Freitag verschoben wurde und dort ebenfalls nicht überzeugen konnte, gab der Sender Anfang April 2013 die Einstellung der Serie bekannt.

## Besetzung

### Hauptbesetzung
| Rollenname                      | Schauspieler/in | Hauptrolle |
| ------------------------------- | --------------- | ---------- |
| Jeffrey Dean „Jeff“ Sefton      | Matthew Davis   | 1–13       |
| Skye Yarrow                     | Jessica Lucas   | 1–13       |
| Marti Gerritsen / Kelly Collins | Alona Tal       | 1–13       |
| Roger Reeves / Billy Grimm      | Robert Knepper  | 1–13       |

### Nebenbesetzung
| Rollenname                 | Schauspieler/in          | Hauptrolle |
| -------------------------- | ------------------------ | ---------- |
| Kirstie                    | Marie Avgeropoulos       | 1–13       |
| Paz / Oz                   | Kadeem Hardison          | 1–13       |
| Nate Sefton                | James Pizzinato          | 1–13       |
| Stuart                     | Jeffrey Pierce           | 1–13       |
| Meadow Roberts             | Shauna Johannesen        | 1–13       |
| Andy                       | Christian Michael Cooper | 1–12       |
| Detective Rosalind Sakelik | Aisha Hinds              | 1–8        |
| Kyle Segal                 | Andrew Leeds             | 1–2        |
| Peter Grey                 | Ben Hollingsworth        | 2–12       |
| E.J.                       | Stacey Farber            | 2–7        |
| Cameron                    | Eric Lange               | 8–13       |

## Ausstrahlung
Die Serie startete bei The CW am 19. Februar 2013 auf dem Sendeplatz der zuvor gescheiterten Serie Emily Owens. Schon die erste Folge erreichte eine miserable Einschaltquote von 0,86 Millionen Zuschauern, bevor diese bei der zweiten Folge noch weiter sanken. Als Reaktion darauf verlegte der Sender die Serie zunächst vom Dienstag auf den Freitag, bevor er sie Anfang April 2013 komplett aus der Programmplanung nahm. Die verbliebenen sechs Episoden wurden vom 28. Juni bis zum 12. Juli 2013 in Doppelfolgen ausgestrahlt.

## Episodenliste
| Nr. | Deutscher Titel | Originaltitel                 | Erstausstrahlung USA | Deutschsprachige Erstausstrahlung (—) | Regie           | Drehbuch                                                        |
| --- | --------------- | ----------------------------- | -------------------- | ------------------------------------- | --------------- | --------------------------------------------------------------- |
| 1   | —               | You’re Next                   | 19. Feb. 2013        | —                                     | Jason Ensler    | Rockne S. O’Bannon                                              |
| 2   | —               | In the Blood                  | 26. Feb. 2013        | —                                     | Sam Hill        | Rockne S. O’Bannon                                              |
| 3   | —               | Being Billy                   | 8. März 2013         | —                                     | James L. Conway | Megan Martin                                                    |
| 4   | —               | Get with the Program          | 15. März 2013        | —                                     | Rob Hardy       | Craig Gore & Tim Walsh                                          |
| 5   | —               | The Kiss                      | 22. März 2013        | —                                     | Tim Hunter      | Handlung: David Kemper Schauspiel: Lindsay Jewett Sturman       |
| 6   | —               | The Good Fight                | 29. März 2013        | —                                     | Martha Coolidge | Megan Lynn & Wade Solomon                                       |
| 7   | —               | Suffer the Children           | 5. Apr. 2013         | —                                     | Nathan Hope     | Megan Martin                                                    |
| 8   | —               | The Devil You Know            | 28. Juni 2013        | —                                     | Marita Grabiak  | Hans Tobeason                                                   |
| 9   | —               | Off to See the Wizard         | 28. Juni 2013        | —                                     | Thomas Wright   | Handlung: Craig Gore & Tim Walsh Schauspiel: Rockne S. O’Bannon |
| 10  | —               | The Prophecy of St. Clare     | 5. Juli 2013         | —                                     | Matt Barber     | Lindsay Jewett Sturman                                          |
| 11  | —               | Flip the Script               | 5. Juli 2013         | —                                     | Leslie Libman   | Rockne S. O’Bannon & Hans Tobeason                              |
| 12  | —               | 1987                          | 12. Juli 2013        | —                                     | Allan Kroeker   | Hans Tobeason                                                   |
| 13  | —               | Executive Producer Steven Rae | 12. Juli 2013        | —                                     | Nathan Hope     | Rockne S. O’Bannon                                              |